# Dieo
Dieo de Megalópolis (en griego:Διαιος, Diaeus) fue un general (strategos) de la Liga Aquea, en la Antigua Grecia, cargo que ocupó en tres ocasiones. Estos periodos fueron en 150 - 149 a. C., 148 - 147 a. C. y 147 - 146 a. C.

## Carrera militar
Sucedió a Menálcidas como general (strategos) de la Liga Aquea en 150 a. C. Menálcidas, que había sido acusado por Calícrates de un delito que supondría la pena capital. Se salvó gracias a la ayuda de Dieo, a quien sobornó con tres talentos.
El soborno trascendió, y para desviar la atención del asunto, Dieo inició una guerra contra Esparta. Con esta ciudad, existía un conflicto de límites que los espartanos habían propuesto al Senado romano, y este había respondido que las cuestiones internas que no implicaban la vida o la muerte eran decisiones del gran consejo de la Liga. La disputa llevó a la guerra aunque los espartanos también pedían negociaciones.
Dieo exigió el destierro de 24 notables espartanos a quien acusaba de ser los instigadores del conflicto. Estos hombres huyeron hacia Roma, y Dieo fue a la República para reclamar la entrega junto con Calícrates, que murió en el camino, mientras que Menálcidas daba apoyo a los exiliados.
Menálcidas, al volver a Esparta, afirmó que Roma apoyaba la independencia espartana, pero por el contrario Dieo decía que se le había garantizado la integridad de la Liga. La realidad era que el senado no había decidido nada y había prometido enviar una comisión para arreglar la disputa.
La guerra se reinició en 148 a. C., aunque los romanos lo habían prohibido. Dieo fue nombrado nuevo strategos en 147 a. C., y obedeció en general las órdenes de Roma, pero procuró apoderarse de las ciudades cercanas a Esparta por medio de negociaciones.
Los romanos finalmente decidieron separar a Esparta y otros estados de la Liga Aquea y Dieo encabezó la indignación de los miembros de la Liga e instigó actos de violencia contra Roma que llevaron a la guerra.
La Liga nombró estratega a Critolao en otoño de 147 a. C., por el período de un año. Sin embargo, Critolao murió al poco tiempo dejando su año de mandato sin terminar. Entonces, Dieo volvió a encabezar la Liga, ya que la ley preveía que en caso de muerte del estratega su predecesor asumiría el cargo por el tiempo que restaba.
Dieo organizó un ejército de esclavos emancipados y reforzó el reclutamiento de ciudadanos, pero se equivocó a la hora de dividir sus fuerzas, de las que envió una parte de guarnición a Megara para esperar allí a los romanos, y con el resto se hizo fuerte en Corinto. El general romano Quinto Cecilio Metelo avanzó y envió embajadores a ofrecer condiciones para la paz, pero Dieo los encarceló (los liberó al poco después de cobrar un soborno de un talento). El general Sosícrates y Filis de Corinto, que habían recomendado negociar, fueron torturados y ejecutados.
En 146 a. C. Lucio Mumio le derrotó bajo las murallas de Corinto y no hizo ningún intento de defender la ciudad huyendo hacia Megalópolis, donde mató a su mujer para evitar que cayera en manos del enemigo y se suicidó tomando un veneno.